# Ахенский собор (836)
Ахенский собор 836 года — поместный собор Западной церкви, созванный в феврале 836 года в Ахене по инициативе императора Людовика I Благочестивого. Важнейшим обсуждаемым вопросом было разграничение полномочий императорских властей и клира, при попытке утвердить первичность духовной власти: постановлением собора император не имел права вмешиваться в дела епископов.

## Предыстория
В правление Людовика Благочестивого (814—840) начался процесс распада государства Карла Великого, завершившийся разделом в 843 году. В процессе осмысления этих событий приняла активное участие католическая церковь, что было выражено в трактатах церковных деятелей и решениях поместных соборов. В этот период формировалась, с одной стороны, концепция единого франкского государства как новой Римской и христианской империи и, с другой стороны, обоснование необходимости её разделения на части между сыновьями Людовика Благочестивого. В свою очередь, духовенство переосмысливало свою историческую роль в пользу идеи представительства Бога на Земле, вместо прежней концепции защиты бедных.
В период после Парижского собора 829 года была развита существовавшая ещё в ранней церкви концепция «тирании» как власти, направленной на притеснение христианской веры. Незадолго до парижского собора лионский архиепископ Агобард написал памфлет, в котором убеждал Людовика не отказываться от принятых в Ordinatio imperii (817) обязательств, что стало бы нарушением его клятвы перед Богом. В этом отношении Агобард являлся главным сторонником единства империи, а обязанностью императора, по его мнению, было расширение её границ с целью распространения христианства. Однако в 830 году начался мятеж сыновей Людовика, в результате которого Людовик был временно отстранён от власти. Согласно Агобарду, эти события не могли привести ни к чему иному, кроме как «варваризации» государства и его разделению между тиранами.
Очередное посягательство на власть Людовика состоялось в 833 году, когда папа римский Григорий IV поддержал итальянского короля Лотаря. Покинутый знатью и епископами, Людовик оставил престол. Вскоре после этого в Компьене Людовик принёс покаяние, лишён доспехов и оружия и обязался устраниться от общественной жизни и государственного управления. В этой церемонии Агобард принимал непосредственное участие. В интерпретации, связанной с тиранией, Людовик был смещён как тиран, посланный Богом в наказанием народу за его грехи, а священнослужители явились интерпретаторами и исполнителями божьей воли.
В 834 году Людовик постепенно восстановил свою власть и был вновь коронован. Ранее выдвинутые против него обвинения были признаны ложными, а в следующем году Агобард был смещён с кафедры Лиона. Для закрепления этого успеха в борьбе против духовенства Людовик созвал в 836 году собор в Ахене.

## Ход и решения собора
Собор состоялся в феврале 836 года под председательством епископа Орлеанского Ионы в секретариуме собора Латранской Богоматери в Ахене. Сохранились деяния собора, содержащие многочисленные решения. Их текст начинался с утверждения, что папа римский Геласий (492—496) постановил, что «мир управляется двумя силами, священнической и императорской», что и ответственность священников больше, поскольку им надлежит отвечать перед Богом о самих царях. Эта проблема являлась предметом рассмотрения предшествующего Парижского собора 829 года, и Ахенский собор вернулся к этому вопросу, поскольку требовалось определить разграничение полномочий между этими властями согласно «древним отцам». Собравшиеся в Ахене епископы заявляли, что они не изобретают ничего нового в этом деле, но желают восстановить древний порядок, поскольку король и епископы забыли свои обязанности.
Первая часть деяний собора состоит из трёх глав. Первые две из них посвящены организации жизни и обязанностям епископа. Наряду с такими обязанностями, как предоставления гостеприимства бедным и быть весьма образованными в делах веры, обязанностью епископов названо сохранение верности королю Людовику. Вторая глава посвящёна также обязанностям аббатов и хорепископов. Священникам запрещалось посещать таверны и вести себя неподобающим образом. Третья часть преимущественно повторяет постановления Парижского и Вормсского соборов об отношениях епископов и императора. Добавлялись новые правила о том, что император не должен вмешиваться в деятельность епископов. Также усиливалась внутрицерковная субординация: никакой священник не мог предстать перед императором без позволения своего епископа, и никакой монах не мог отлучиться из своего монастыря без достаточной причины. Вторая и третья части включают богословское обоснование утверждений из первой части согласно текстам Ветхого и Нового Заветов соответственно.